# Maid café

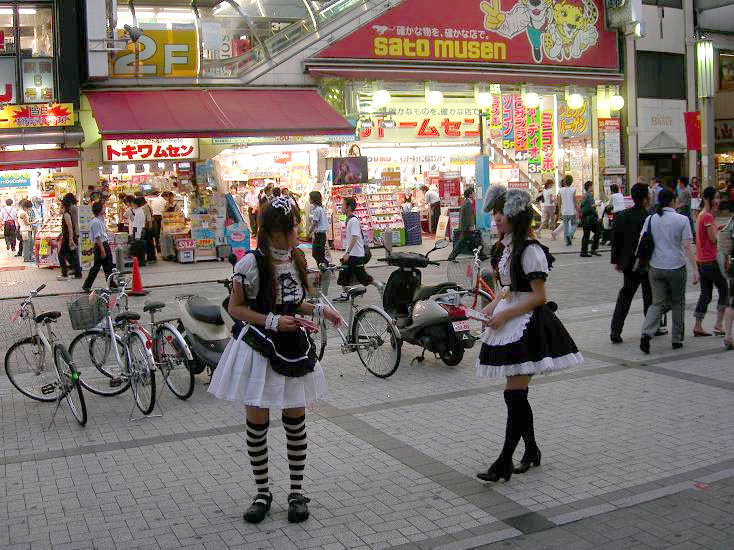
Maid attirano clienti ad Akiba

Un maid café (メイドカフェ?, meido kafe) è un particolare tipo di caffetteria a tema nata agli inizi del XXI secolo in Giappone.

## Storia
Il primo maid café è stato probabilmente il Cure Maid Café, aperto nel quartiere di Akihabara nel maggio 2001. Pensati inizialmente per la clientela di appassionati di manga e anime che frequenta il quartiere, questi locali hanno riscosso crescente successo e notorietà, allargandosi ad un pubblico più vasto e travalicando i confini nazionali. Sulla scia della popolarità del fenomeno, sono stati trasmessi show televisivi, pubblicati manga e avviate intere linee di prodotti.

## Caratteristiche
Caratteristica fondamentale di un maid café è la maid, una ragazza in un particolare tipo di divisa da cameriera di foggia vittoriana o francese, riccamente decorata con pizzi e l'immancabile grembiule. Al costume si accompagna la cura dell'ambiente e l'istruzione delle cameriere, che accolgono i clienti con la frase: «Ben rientrato a casa, mio padrone!» (おかえりなさいませ、御主人様！?, Okaerinasaimase, Goshujin-sama!) e possono intrattenerli con giochi ed esibizioni canore. Il fenomeno è affine al cosplay, e spesso è vissuto come tale dalle stesse maid. Uno dei principali esempi di questa tendenza è il Pretty Guardian Cafè (il primo maid cafè europeo a tema Sailor Moon).

## Butler's Café
Per la clientela femminile sono nati i Butler's Café, in cui è il personale maschile (butler) a servire ai tavoli: specularmente alle maid, il butler segue un canovaccio che riprende gli stereotipi del domestico inglese. Il primo Butler's Café è lo Swallowtail Café, aperto dall'imprenditrice venticinquenne Emiko Sakamaki in collaborazione con una famosa fumetteria. Sakamaki sostiene l'importanza della cura esteriore del butler, «riconoscibile dalle belle mani». In seguito anche i maid café più famosi, come il "Team Nyan Maidolls", il "Maid Okaeri Café", il "Pretty Guardian Cafè", l'"Honey cafè ", il "Kiseki Maid Cafè" e il "Tanoshimi Maid Café" si sono orientati all'utilizzo di uno staff misto.
Nell'ultimo periodo sono apparsi anche i primi Butler's Café italiani: il primo ad adottare un personale misto fin dalla sua nascita è stato il Chocorose Maid And Butler Cafè con sede a Torino.

## Imaid caféin manga e anime
I maid café compaiono nelle seguenti opere (in ordine cronologico):
- Welcome to the NHK (2002)
- Eppur... la città si muove! (2005)
- Densha otoko (2005)
- Maid-sama! (2005)
- Maid in Akihabara (2006)
- Akihabara@Deep (2006)
- Ore no imōto ga konna ni kawaii wake ga nai (2008)
- Inazuma Eleven (2008)
- Steins;Gate (2011)
- Otaku Teacher (2011)
- Love Live! School Idol Project (2012)
- Amnesia (2013)
- Blend S (2013)
- Magical Girl Spec-Ops Asuka (2015)
- Komi Can't Communicate (2016)
- Call Of The Night (2019)
- Monster Girl (2021)
- Akiba Maid War (2022)